# فرناندل ۹۳۴۶
سیارک ۹۳۴۶ (به انگلیسی: 9346 Fernandel، نامگذاری:1991RN11) نه هزار و سیصد و چهل و ششمین سیارک کشف شده‌است که در ۴ سپتامبر ۱۹۹۱ کشف شد.
قدر مطلق سیارک برابر ۱۹.۵ است.